# Tangstedt (Stormarn)
Tangstedt település Németországban, Schleswig-Holstein tartományban. Lakosainak száma 6519 fő (2023. december 31.).

## Népesség
A település népességének változása:
| Lakosok száma | 5340 | 6482 | 6499 | 6479 | 6525 | 6519 |
|               | 1975 | 2017 | 2019 | 2021 | 2022 | 2023 |